# Hội Khoa học Kỹ thuật An toàn Thực phẩm Việt Nam

### I. Tổng quan

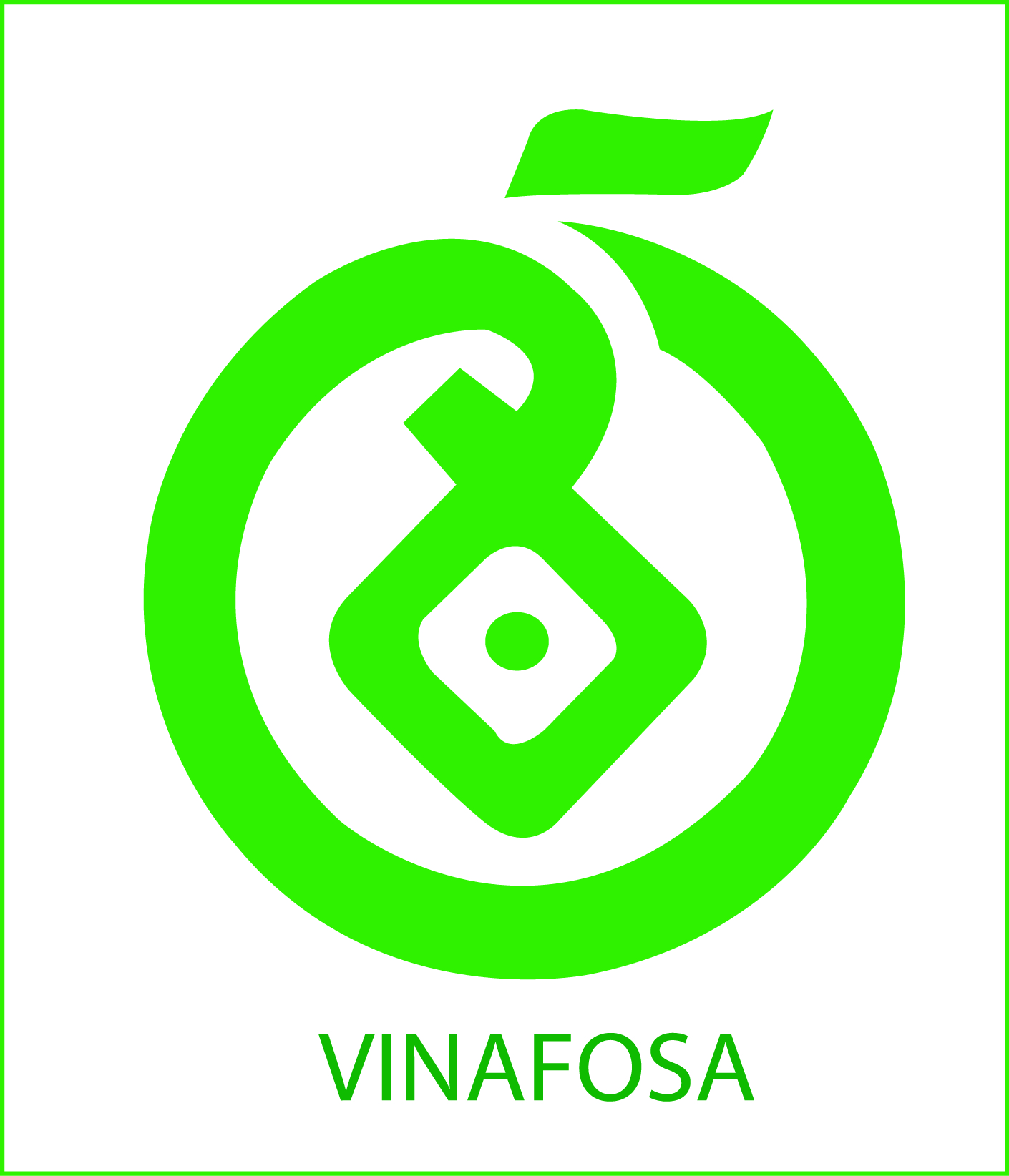
Logo chính thức của Hội

Được thành lập ngày 07 tháng 09 năm 2001 theo Quyết định số 54/2001/QĐ-BTCCBCP của Ban tổ chức - cán bộ chính phủ, Hội Khoa học Kỹ thuật An toàn Thực phẩm Việt Nam hay Hội An toàn Thực phẩm Việt Nam là tổ chức xã hội - nghề nghiệp của những người hoặc tổ chức hoạt động trong lĩnh vực khoa học kỹ thuật an toàn thực phẩm hoặc liên quan đến vệ sinh an toàn thực phẩm tại Việt Nam .
Hội có tên giao dịch tiếng Anh là Vietnam Food Safety Association, viết tắt là VINAFOSA. 
Vinafosa là thanh viên của Liên hiệp các Hội Khoa học và Kỹ thuật Việt Nam (VUSTA)
Điều lệ của Vinafosa được Ban tổ chức - cán bộ chính phủ phê duyệt lần đầu bằng Quyết định số 70/2021/QĐ-BTCCBCP vào ngày 15 tháng 11 năm 2001.
Trụ sở hiện nay của Hội đặt tại địa chỉ: Phòng 204, Viện kiểm nghiệm an toàn vệ sinh thực phẩm quốc gia. Số 65 Phạm Thận Duật , Phường Mai Dịch , Quận Cầu Giấy, Hà Nội. 

### V. Lãnh đạo các nhiệm kỳ

#### 1. Nhiệm kỳ I (2001 - 2006)
| 1 | Chủ tịch                     | GS.TS. LÊ VĂN TRUYỀN |
| 2 | Chủ tịch                     | GS.TS. PHAN THỊ KIM  |
| 3 | Phó chủ tịch kiêmTổng thư ký |                      |
| 4 | Phó chủ tịch                 |                      |
| 5 | Phó chủ tịch                 |                      |

#### 2. Nhiệm kỳ II (2006 - 2011)
| 1 | Chủ tịch                     | GS.TS. PHAN THỊ KIM |
| 2 | Phó chủ tịch kiêmTổng thư ký |                     |
| 3 | Phó chủ tịch                 |                     |
| 4 | Phó chủ tịch                 |                     |
| 5 | Phó chủ tịch                 |                     |

#### 3. Nhiệm kỳ III (2011 - 2016)
| 1 | Chủ tịch                     | GS.TS. PHAN THỊ KIM      |
| 2 | Phó chủ tịch kiêmTổng thư ký | TS. TỪ NGỮ               |
| 3 | Phó chủ tịch                 | GS. TS. NGUYỄN CÔNG KHẨN |
| 4 | Phó chủ tịch                 | KS. TRẦNN NGỌC BA        |
| 5 | Phó chủ tịch                 | CN. NGUYỄN THỊ CÚC       |

#### 4. Nhiệm kỳ IV (2016 - 2022)
| 1 | Chủ tịch                     | GS.TS. PHAN THỊ KIM      |
| 2 | Phó chủ tịch kiêmTổng thư ký | PGS.TS. TRẦN QUANG TRUNG |
| 3 | Phó chủ tịch                 | GS. TS. NGUYỄN CÔNG KHẨN |
| 4 | Phó chủ tịch                 | Bà PHẠMM THỊ TỐ          |
| 5 | Phó chủ tịch                 | Ông TRỊNH SỸ             |

#### 5. Nhiệm kỳ V  (2022 - 2027)
| 1 | Chủ tịch                     | TS. LÊ VĂN GIANG          |
| 2 | Phó chủ tịch kiêmTổng thư ký | PGS. TS. LÊ THỊ HỒNG HẢO  |
| 3 | Phó chủ tịch                 | GS. TS. NGUYỄN CÔNG KHẨN  |
| 4 | Phó chủ tịch                 | GS.TS. TRẦN QUANG TRUNG   |
| 5 | Phó chủ tịch                 | Ông ĐỖ NGỌC THẠCH         |
| 6 | Phó chủ tịch                 | BS. NGUYỄN VĂN NHIÊN      |
| 7 | Phó chủ tịch                 | Ông HUỲNH SƠN HẢI         |
| 8 | Phó chủ tịch                 | PGS. TS. TRƯƠNG TUYẾT MAI |
| 9 | Chủ tịch danh dự             | GS.TS. PHAN THỊ KIM       |